# Ygos-Saint-Saturnin
Ygos-Saint-Saturnin es una población y comuna francesa, situada en la región de Aquitania, departamento de Landas, en el distrito de Mont-de-Marsan y cantón de Morcenx.

## Demografía
| 1474 | 1412 | 1420 | 1282 | 1207 | 1131 |
| Para los censos de 1962 a 1999 la población legal corresponde a la población sin duplicidades (Fuente: INSEE [Consultar]) |      |      |      |      |      |

## Historia
La comuna fue creada el 1822, al fusionar las comunas de Ygos y de Saint-Saturnin.